# جو كوكس (لاعب كرة قدم أمريكية)
جو كوكس (بالإنجليزية: Joe Cox)‏ هو لاعب كرة قدم أمريكية أمريكي، ولد في 27 نوفمبر 1986.